# 隸變
隸變，是漢字由小篆演變為隸書的過程，大約發生在秦漢之間，是漢字發展的轉捩點。
由於小篆筆劃繁複，書寫不方便，一些下級官員（隸）於是將筆劃簡化（如將「艸」頭簡化為「艹」，「靁」字下的三個田減為一個，變成「雷」），將弧筆改為直筆，方便書寫；又將同一偏旁用在不同位置時改為不同形狀（如「心」用在旁：情；用在下：恭）等等。對後世的漢字有很大的影響。現代的楷書和行書寫法絕大部份和隸變之後相差不遠。

## 詞源
「隸變」一詞很早就被提出，但系統性的研究則較晚。「隸變」一詞最早見於唐玄度的《九經字樣》。在後來郭忠恕所著的《佩觿》中，也將「隸變」和「隸省」「隸加」「隸行」作為並列的概念提出，如「衛夢之字是謂隸省（本作衞㝱），前之字是謂隸加（本作歬甯），詞朗之字是謂隸行（本作䛐朖），寒無之字是謂隸變（本作）。」徐鉉校注《說文解字》的時候也使用了「隸變」一詞。:1-3

## 意義
在漢字發展的過程中，為了更貼合當時社會急速發展的需要，文字有需要變得更方便書寫。因此，無論筆畫多少，都要逐筆拉長，並要求每筆都要配合疏密長短的篆書，有需要變為更便於書寫的、有平直方正的字型特點的隸書。在隸變的過程中，許多漢字構形的理據都被簡化了。漢文字從此脫離了圖畫的性質，變成了便於書寫的符號。有些偏旁和筆劃系統至今仍沿用，而且偏旁都有一定的規律，例如「亻」「口」「火」「木」「冫」等形旁多在漢字的左邊；「力」「見」「刂」「鳥」「斤」等形旁都在右邊；「冖」「雨」「穴」等形旁都在上邊；「凵」「心」「皿」等形旁都在下邊等。這些書寫的規律，對認字和書寫方面都帶來很大的方便。

## 出土文物
初期有前309年的青川木牘，後期有睡虎地秦簡。